# Кодройпо
Кодро̀йпо (на италиански: Codroipo; на фриулски: Codroip, Кодройп) е град и община в Северна Италия, провинция Удине, автономен регион Фриули-Венеция Джулия. Разположен е на 43 m надморска височина. Населението на общината е 15 996 души (към 2010 г.).